# Communauté de communes du Montredonnais
La  communauté de communes du Montredonnais  est une ancienne communauté de communes française, située dans le département 
du Tarn.

## Historique
Au 1er janvier 2013, elle a fusionné avec la Communauté de communes du Réalmontais pour former la Communauté de communes Centre Tarn, à l'exception des communes Mont-Roc et de Rayssac qui ont demandé leur rattachement à la Communauté de communes des Monts-d'Alban et du Villefranchois.

## Composition
Elle était composée des communes suivantes :
| Nom                           | Code Insee | Gentilé       | Superficie (km2) | Population (dernière pop. légale) | Densité (hab./km2) |
| ----------------------------- | ---------- | ------------- | ---------------- | --------------------------------- | ------------------ |
| Montredon-Labessonnié (siège) | 81182      | Montredonnais | 110,88           | 2 052 (2014)                      | 19                 |
| Arifat                        | 81017      | Arifatois     | 20,28            | 151 (2014)                        | 7,4                |
| Mont-Roc                      | 81183      | Montrocois    | 14,18            | 193 (2014)                        | 14                 |
| Rayssac                       | 81221      | Rayssagols    | 29,95            | 251 (2014)                        | 8,4                |

## Sources
- le splaf
- la base aspic